# Tikhoretsk
Tikhoretsk - Тихорецк (rus) - és una ciutat del krai de Krasnodar, a Rússia. Es troba a les planes de Kuban-Priazov, al capdamunt dels rierols Kozlova i Voniutxaia. És a 127 km al nord-est de Krasnodar, la capital del territori.
Pertanyen a aquesta ciutat els khútors de Kamenni i Tikhonki.

## Història
La vila fou fundada al voltant de l'estació Tikhorétskaia, de la línia de ferrocarril del Caucas Nord el 1895 com el khútor Tikhoretski. L'estació i la vila foren anomenades així en referència a Fastovetskaia, que fins al 1930 era coneguda com l'stanitsa Tikhorétskaia. El 1899 s'hi construí un taller per al manteniment de les locomotores. L'1 de març de 1926 rebé l'estatus de ciutat i fou designada centre administratiu del raion.

## Geografia

### Clima
| Paràmetres climàtics mitjans de Tikhoretsk | Paràmetres climàtics mitjans de Tikhoretsk | Paràmetres climàtics mitjans de Tikhoretsk | Paràmetres climàtics mitjans de Tikhoretsk | Paràmetres climàtics mitjans de Tikhoretsk | Paràmetres climàtics mitjans de Tikhoretsk | Paràmetres climàtics mitjans de Tikhoretsk | Paràmetres climàtics mitjans de Tikhoretsk | Paràmetres climàtics mitjans de Tikhoretsk | Paràmetres climàtics mitjans de Tikhoretsk | Paràmetres climàtics mitjans de Tikhoretsk | Paràmetres climàtics mitjans de Tikhoretsk | Paràmetres climàtics mitjans de Tikhoretsk | Paràmetres climàtics mitjans de Tikhoretsk |
| Mes                                        | Gen.                                       | Feb.                                       | Mar.                                       | Abr.                                       | Mai.                                       | Jun.                                       | Jul.                                       | Ago.                                       | Set.                                       | Oct.                                       | Nov.                                       | Des.                                       | Anual                                      |
| ------------------------------------------ | ------------------------------------------ | ------------------------------------------ | ------------------------------------------ | ------------------------------------------ | ------------------------------------------ | ------------------------------------------ | ------------------------------------------ | ------------------------------------------ | ------------------------------------------ | ------------------------------------------ | ------------------------------------------ | ------------------------------------------ | ------------------------------------------ |
| Temperatura màxima registrada °C (°F)      | 15,7 (60,3)                                | 21,8 (71,2)                                | 28,9 (84)                                  | 33,8 (92,8)                                | 35,7 (96,3)                                | 38,2 (100,8)                               | 39,4 (102,9)                               | 39,7 (103,5)                               | 40,2 (104,4)                               | 35,0 (95)                                  | 25,7 (78,3)                                | 20,7 (69,3)                                | 40,2 (104,4)                               |
| Temperatura mínima registrada °C (°F)      | −30,6 (−23,1)                              | −26,0 (−14,8)                              | −25,4 (−13,7)                              | −10,0 (14)                                 | −0,7 (30,7)                                | 2,9 (37,2)                                 | 8,8 (47,8)                                 | 7,4 (45,3)                                 | 0,2 (32,4)                                 | −6,9 (19,6)                                | −17,8 (−0)                                 | −22,3 (−8,1)                               | −30,6 (−23,1)                              |
| Temperatura diària màxima °C (°F)          | 1,8 (35,2)                                 | 3,2 (37,8)                                 | 9,0 (48,2)                                 | 17,0 (62,6)                                | 22,8 (73)                                  | 26,8 (80,2)                                | 30,1 (86,2)                                | 29,6 (85,3)                                | 24,1 (75,4)                                | 16,8 (62,2)                                | 8,8 (47,8)                                 | 4,0 (39,2)                                 | 16,2 (61,2)                                |
| Temperatura diària mínima °C (°F)          | −4,7 (23,5)                                | −4,8 (23,4)                                | 0,0 (32)                                   | 6,2 (43,2)                                 | 11,5 (52,7)                                | 15,4 (59,7)                                | 18,1 (64,6)                                | 17,3 (63,1)                                | 12,2 (54)                                  | 6,7 (44,1)                                 | 1,2 (34,2)                                 | −2,3 (27,9)                                | 6,4 (43,5)                                 |
| Font: Погода Тихорецк                      |                                            |                                            |                                            |                                            |                                            |                                            |                                            |                                            |                                            |                                            |                                            |                                            |                                            |